# منتخب الأرجنتين لهوكي الجليد للسيدات
منتخب الأرجنتين لهوكي الجليد للسيدات هو ممثل الأرجنتين الرسمي في المنافسات الدولية في هوكي الجليد للسيدات
.